# Glipa annulata gracilis
Glipa annulata gracilis es una subespecie de coleóptero de la familia Mordellidae.

## Distribución geográfica
Habita en Tailandia.